# Астане
Астане (перс. آستانه) — невелике місто в шагрестані Шазанд в остані Марказі, на заході Ірану.

## Географія та клімат
Місто знаходиться на південному заході провінції, у гірській місцевості, на схилі пагорбу. Астане — одне з найвищих міст Ірану, оточене трьома гірськими хребтами, розташоване на висоті 1 972 м над рівнем моря. Відстань від Астане до міста Ерак (адміністративного центру провінції) приблизно 35 км та 260 км до Тегерану, столиці країни. Зими холодні, а літо помірне. Більша частина опадів спостерігається з листопада до початку червня.

## Населення
За даними перепису 2016 року населення міста складає 7 166 осіб. Мешканці розмовляють перською мовою.

## Пам'ятки
Головною пам'яткою міста є поминальний храм шиїтів, найбільш ранні елементи якого були побудовані в епоху Алі ібн-Бувейха. До визначних пам'яток природи можна віднести різноманітні гірські джерела, печери та дубові лісі, серед яких розташовано гірськолижний курорт Пацель, який приймає гостей до середини березня.